# James Marshall (Künstler)
James Marshall; Künstlername: Dalek; (* 22. Mai 1968 in New London, Connecticut) ist ein US-amerikanischer Künstler. Er entstammt der Brooklyn-Kunstszene.
Dalek machte 1992 seinen B.S. (in Anthropologie und Soziologie) an der Virginia Commonwealth University, 1995 seinen B.F.A. am Art Institute of Chicago und hat außerdem Kunst und Biologie studiert. Inspirationen liefern ihm Street Art, die Graffiti-Kultur und das Fernsehen. Von 2001 bis 2002 war er Assistent von Takashi Murakami (New York Studio).
Seine Werke wurden unter anderem ausgestellt in London's Apart Gallery, Alife in New York und The Museum of Contemporary Art in Washington DC.